# Men (rivista)
Men è stata una rivista italiana rivolta ad un target prevalentemente maschile.

## Storia editoriale
Il primo numero esce a Roma il 2 dicembre del 1966, con sottotitolo Il settimanale degli uomini. A pubblicare la rivista è Confeditorial S.p.A. dell’editore Saro Balsamo. Sul finire del 1969 la testata viene rilevata dall’editrice Adelina Tattilo, ex consorte di Balsamo, a seguito di un putsch legale e, a partire dal 23 novembre 1974, dalla EPP (Edizione Produzione Periodici).
Men ha attraversato diverse fasi editoriali. Inizialmente è una rivista focalizzata sull'erotismo (la prima, in Italia, con tali caratteristiche) ma attenta anche ai temi culturali e artistici; dal numero 20 del 1968 passa alla stampa in bicromia e diventa un settimanale di attualità dal taglio marcatamente scandalistico (con al centro il classico poster di una pin-up denominato “La ragazza del venerdì”); negli anni Ottanta si trasforma infine in un magazine pornografico, impostazione che mantiene fino al 1997, quando la testata chiude per essere rimpiazzata, l’anno dopo, da Men 2000, che uscirà sino alla metà del 2000.

## Le traversie giudiziarie
Poco dopo il suo debutto, Men inizia a subire continui sequestri da parte della Magistratura italiana. “Per ordine della Procura della Repubblica di Roma”, si legge in un redazionale che apre il terzo numero, datato 20 gennaio 1967, “il numero 2 anno II di Men è stato sequestrato. È questo il settimo numero consecutivo del nostro giornale che viene tolto di mezzo con un atto dell’Autorità Giudiziaria: da quando è uscito per la prima volta, Men non ha avuto una sola settimana di vita tranquilla (...). Il settimo sequestro di Men è avvenuto in una forma del tutto inusitata, sconosciuta anzi nella storia ormai ventennale della libera editoria della Repubblica italiana. La sera di mercoledì 4 gennaio la forza pubblica si presentava, infatti, nello stabilimento tipografico presso il quale si stampa il nostro giornale e pretendeva la consegna di tutte le copie stampate. Sfortunatamente (o fortunatamente?) la tiratura era già quasi del tutto ultimata e spedita nelle varie città e paesi, dove, come abbiamo visto, l’amministrazione non ha i mezzi per effettuare il sequestro. Rimaneva ancora da stampare la sola tiratura di Roma, circa cinquantamila copie. Gli agenti rastrellavano le poche centinaia di copie ancora giacenti e le sequestravano. Costringendo in tal modo lo stabilimento a sospendere la tiratura e a fermare le macchine”. 
L’allora direttore responsabile di Men, Marcello Mancini, viene processato e, nello stesso gennaio del 1967, condannato per avere offeso il comune senso del pudore a un anno di reclusione e a centottantamila lire di multa, particolare che gli impedisce di godere della sospensione condizionale della pena. Il Tribunale di Roma dispone inoltre che siano distrutte tutte le copie arretrate della rivista e ne vieta l’invio tramite spedizione postale.
In attesa del processo d’appello a Mancini, Men seguita a uscire in edicola, mentre la carica di direttore responsabile della testata viene assunta da Attilio Battistini. Trascorrono poche settimane e anche Battistini finisce sotto processo con le stesse imputazioni di Mancini. Il Tribunale di Roma si pronuncia anche sul suo conto e gli infligge tredici mesi e dieci giorni di carcere. Alla fine Mancini e Battistini sconteranno un mese di galera a testa per poi essere messi in libertà provvisoria fino alla celebrazione del processo d’appello. A quel punto, Men inaugura una rubrica dal titolo “Autopsia di un pudore”, che esordisce sul n. 13 anno II della rivista. In questo spazio, oltre ad aggiornare i lettori sui guai giudiziari del settimanale, la redazione ospita gli interventi di alcune personalità della cultura, dell’arte e dello spettacolo, cui viene chiesto di rispondere a tre domande attinenti in particolare al concetto di “sentimento comune del pudore” e al modo in cui esso vada interpretato e considerato. 
“Oltreché all’indiscutibile ‘spostamento in avanti’ compiuto, con l’avvento del boom economico, dal senso del pudore e della decenza degli italiani”, ha scritto Giuseppe Pollicelli, “si deve anche alle battaglie culturali condotte dalle menti più progredite e illuminate dell’intellettualità italiana se, di lì a poco, (…) saranno assolti da ogni accusa sia Marcello Mancini sia Attilio Battistini. Men, pertanto, potrà proseguire indisturbata la propria vita editoriale per molti e molti numeri ancora: certo, negli anni Ottanta rinnegherà clamorosamente gli intenti culturali e artistici degli esordi per abbandonarsi alla più sbracata e greve pornografia. Ma i tempi erano ulteriormente (e quanto!) cambiati…”.